# 김정길 (1945년)
김정길(金正吉, 1945년 5월 28일 ~ )은 대한민국 정치인으로 두 번의 국회의원과 민주당 원내총무, 최고위원, 부총재를 역임했다.

## 이력
김정길이 부산대학교 총학생회장을 하던 시절인 1971년, 3선개헌에 의한 대통령선거가 실시 되었는데 그때 영남지역을 중심으로 지역 감정을 조장하는 선거가 극에 달하였다. 당시 국회의장이었던 이효상 의장의 하와이 발언으로 촉발된 지역주의는, 투표 전날 "호남인이여 단결하라"는 전단지가 영남 전역에 뿌려지는 등 지역주의가 극에 달하였다. 이를 목격한 김정길은 그때부터 이 망국적인 지역주의를 없애는 데 앞장서게 되었다. 그이후 그의 정치인생 40년은 지역감정 철폐, 동서화합을 이루기 위한 노력으로 계속되어 왔다.
김정길은 12대, 13대 국회의원 총선거에서 당선되어 통일민주당의 원내수석부총무, 통합민주당 원내총무를 역임하는 등 정치인으로서 탄탄대로를 걷고 있었다.
하지만 3당합당 이후 정치인으로서 원칙과 소신을 지키기 위하여 3당합당을 거부하고 지역주의를 깨기 위해 줄곧 부산에서 국회의원에 출마했으나 노무현 전 대통령과 함께 계속 낙선의 고배를 마셨다.(사하구 보궐선거, 14대 총선, 15대 총선,16대 총선, 17대 총선, 부산시장선거, 19대 총선 7차례 연이어 낙선) 이 과정에서 민주당의 초대 원내총무, 부총재, 최고위원을 지내며 민주당의 차세대 리더로서 역량을 보여주었다.
새정치국민회의의 부총재를 지내며 정권교체에 일익을 담당한 그는 이후 국민의 정부 초대 행정자치부 장관, 대통령 정무수석 비서관 등을 역임했다. 그런 와중에도 부산에서 또 한번 낙선하기도 하였다(2000년, 16대 총선). 행정자치부 장관 시절 공직사회의 개혁을 주도했으며, 인터넷을 기반으로 한 '장관과의 대화방'을 개설하여 '국민과의 직접소통'을 최초로 시도한 장관이기도 하다.
가장 절친한 친구이자 동지인 노무현 장관이 대통령에 당선되었으나, 김정길은 임명직 공직을 맡기보다는 다시 한번 부산 영도구에 출마하는 것을 택했다. 17대 총선에서 김정길은 탄핵 역풍을 타고 여론조사에서 줄곧 선두를 달렸으나 정동영 의장의 노인폄훼발언 파문으로 낙선하였다. 이후 공직에서 물러나, 경희대 행정대학원, 미시간 주립대학교, U.C 샌디에이고 국제관계대학원 객원교수로도 있었다. 이후 대한체육회 회장, 대한올림픽위원회 위원장에 선출되어 한국을 대표하는 국제적인 문화체육 행정가로 활동했다.
2010년 6월, 김민석 예비후보를 꺾고 민주당의 부산광역시장 후보로 선출되었다. 야권 단일화가 합의되어 진보신당의 김석준, 민주노동당 민병렬 후보와 경선 끝에 야권단일 후보로 선출되었다. 6.2 지방선거에서 44.57% 득표를 하였지만 석패했다.
2011년 6월 광주 김대중컨벤션센터에서 2만여 명의 지지자가 모인가운데 정권 재교체의 발판을 위해 사실상의 대선 출마를 선언했다. 2012년 19대 총선에서는 희망버스 참여, 한미 FTA폐기에 앞장서는 등의 적극적인 활동을 하면서, 야권단일후보 성사를 위해 당선확률이 높은 자신의 지역구 영도구 출마를 스스로 포기했고, 해당 지역구는 통합진보당 민병렬 후보가 민주통합당-통합진보당 야권 단일후보가 되었다. 김정길은 부산의 중심인 부산진구을 선거구에 출마하여 40.5%의 득표를 얻고 또 다시 7번째의 뼈아픈 낙선을 경험했다.
김정길은 2012년 7월 21일 대통령후보 등록을 1시간 앞둔 시점 민주당의 대통령후보 등록을 마치고 익일인 2012년 7월 22일 해군기지 반대가 한창 진행 중인 제주 강정마을에서 중앙언론 기자들조차 없는 가운데 "탕탕평평 인권국가"라는 구호를 내걸고 강정마을 주민과, 강정해군기지를 반대하는 활동가들 앞에서 "한미 FTA폐기, 강정해군기지 백지화, 비정규직 철폐"등을 약속하면서 대통령후보 출마선언식을 가졌다.
2013년 6월 5일, 정계 은퇴를 선언했고, 현재는 북경대학교 동북아연구소 객좌연구원으로 있다.

## 학력
- 1958년 장목국민학교 졸업
- 1961년 부산남중학교 졸업
- 1964년 동아고등학교 졸업
- 1975년 부산대학교 정치외교학 학사

## 경력
- 부산대학교 총학생회장
- 통일민주당 원내수석부총무
- 민주당 원내총무
- 민주당 최고위원
- 통합민주당 부총재
- 새정치국민회의 부총재
- 제1대 행정자치부 장관
- 청와대 정무수석
- 새천년민주당 영도구 지구당위원장
- 새천년민주당 당무위원
- 열린우리당 상임중앙위원
- 대한태권도협회 회장
- 열린우리당 상임고문
- 경희대학교 행정대학원 객원교수
- 대한태권도협회 회장
- 대한체육회 회장
- 대한올림픽위원회 위원장
- 민주통합당 상임고문

## 저서
- 우리의 가을은 끝나지 않았다 (1978)
- 공무원은 상전이 아니다 (1998)
- 삼인행 (2006)
- 공무원은 상전이 아니다(개정판 및 중국어판) (2009)
- 김정길의 희망 (2011)

## 역대 선거 결과
|  | 6.09% |

|  | 18.35% |

|  | 37.42% |

|  | 56.28% |

|  | 25.14% |

|  | 22.3% |

|  | 22.63% |

|  | 29.13% |

|  | 45.24% |

|  | 44.57% |

|  | 40.54% |

## 소속 정당
| 소속 정당 | 소속 정당      | 소속 기간 | 비고           |
| --------- | -------------- | --------- | -------------- |
|           | 무소속         | 1978~1985 | 정계 입문      |
|           | 신한민주당     | 1985      | 창당           |
|           | 무소속         | 1985      | 탈당           |
|           | 민주한국당     | 1985      | 입당           |
|           | 무소속         | 1985      | 탈당           |
|           | 신한민주당     | 1985~1987 | 복당           |
|           | 무소속         | 1987      | 탈당           |
|           | 통일민주당     | 1987~1990 | 창당           |
|           | 무소속         | 1990      | 탈당           |
|           | 민주당         | 1990~1991 | 창당           |
|           | 통합민주당     | 1995~1996 | 합당           |
|           | 민주당         | 1996~1997 | 당명 변경      |
|           | 무소속         | 1997      | 탈당           |
|           | 새정치국민회의 | 1997~1999 | 입당           |
|           | 무소속         | 1999      | 탈당           |
|           | 새정치국민회의 | 1999~2000 | 복당           |
|           | 새천년민주당   | 2000~2003 | 합당           |
|           | 무소속         | 2003      | 탈당           |
|           | 열린우리당     | 2003~2007 | 창당           |
|           | 대통합민주신당 | 2007~2008 | 합당           |
|           | 통합민주당     | 2008      | 합당           |
|           | 민주당         | 2008~2011 | 당명 변경      |
|           | 민주통합당     | 2011~2013 | 합당           |
|           | 민주당         | 2013      | 당명 변경      |
|           | 무소속         | 2013~현재 | 탈당 정계 은퇴 |

## 같이 보기
- 중구·동구·영도구
- 부산 중구의 국회의원
- 부산 동구의 국회의원
- 부산 영도구의 국회의원
- 영도구 (1988년 선거구)
- 대한민국의 행정안전부 장관
- 대한민국의 대통령비서실 수석비서관